# Леа Давогић
Леа Давогић српска је музичарка, ди-џеј и модел. Живи и ради у Београду.

## Биографија
Рођена је 21. марта 1988. године у Београду где је завршила нижу и средњу музичку школу. Дипломирала је на Факултету музичке уметности на смеру за клавир. Током студија гостовала је на РТС-у и свирала више пута са композитором Александром Симићем.
Први сусрет са моделингом имала је са 14 година, али макенством озбиљније креће да се бави тек након завршених студија са 24 године. Након учешћа на ревијама домаћих креатора и недеља моде, манекенску каријеру је градила у Милану, Истанбулу и Пекингу. Радила је многе рекламе, кампање, а појавила се и у спотовима неколико музичких звезда.
Ди-џејингом је кренула да се бави из хобија, а већ у првој години пуштања музике наступила је на Егзит фестивалу. Резидент је неколико београдских клубова, а са својим пријатељем Иваном Божиновићем је основала концепт журки под именом „Cherry on top”.
Своју прву песму под називом „Требам те” објавила је јуна 2021. године.
Леин деда, по мајчиној линији, је сценариста и редитељ Дејан Ђурковић, а прадеда астроном Петар Ђурковић.